# 卡尔博尼亚
卡尔博尼亚（義大利語：Carbonia，發音：[karˈbɔːnja] ⓘ，發音：[kɾaˈβɔɲa]）是意大利撒丁大区南撒丁省的一个市镇，也是该省的临时省会。总面积145.63平方公里，人口29821人，人口密度204.8人/平方公里（2009年）。ISTAT代码为107003。